# 東城麻美
東城麻美（1972年8月19日—2007年10月12日），日本漫畫家。出生於大阪府。

## 作品
- 歐華寮戰爭、全4冊、原名
- 科幻少年、全2冊、原名《Sci-Fi HARRY》
- Ｏ～複製少年～
- 愛上太陽、全1冊
- X殺手、全2冊、原名《X kai》
- LOVE PRISM（東城麻美作品紀念專集）、全1冊、原名